# Flèche Bigoudène
La Flèche Bigoudène est une course cycliste française qui se déroule au cœur du Pays Bigouden, dans le département du Finistère. Cette compétition bretonne a été créée en 2021,. Elle fait actuellement partie du calendrier national de la Fédération française de cyclisme. 
En 2023, la course sert de parcours pour la dernière étape de La SportBreizh. Elle redevient ensuite une épreuve à part entière en 2024. Son tracé actuel débute à Lesconil et se termine à Pont-l'Abbé

## Palmarès
| Année | Vainqueur         | Deuxième         | Troisième          |
| ----- | ----------------- | ---------------- | ------------------ |
| 2021  | Aurélien Le Lay   | Eddy Le Huitouze | Damien Poisson     |
| 2022  | Lomig Le Clec'h   | Ewen Costiou     | Mathis Le Berre    |
| 2023  | Jordan Levasseur  | Louis Lapierre   | Florian Dauphin    |
| 2024  | Jonas Geens       | Jocelyn Baguelin | Tom Mainguenaud    |
| 2025  | Anatole Leboucher | Maxime Meynard   | Matthieu Cordelier |